# Эссельбах
Эссельбах (нем. Esselbach) — община в Германии, в земле Бавария. 
Подчиняется административному округу Нижняя Франкония. Входит в состав района Майн-Шпессарт. Подчиняется управлению Марктайденфельд.  Население составляет 1975 человек (на 31 декабря 2010 года). Занимает площадь 10,33 км².

## Население
По оценке на 31 декабря 2015 года население общины Эссельбах составляет 2051 чел. 

| Дата      | 1840 | 1871 | 1900 | 1925 | 1939 | 1950 | 1961 | 1970 | 1987 | 2011 |
| --------- | ---- | ---- | ---- | ---- | ---- | ---- | ---- | ---- | ---- | ---- |
| Население | 1142 | 1045 | 1116 | 1205 | 1236 | 1499 | 1516 | 1627 | 1747 | 1981 |

| Год       | 1960 | 1970 | 1980 | 1990 | 2000 | 2009 | 2010 | 2011 | 2012 | 2013 | 2014 | 2015 |
| --------- | ---- | ---- | ---- | ---- | ---- | ---- | ---- | ---- | ---- | ---- | ---- | ---- |
| Население | 1524 | 1631 | 1658 | 1905 | 2041 | 1976 | 1975 | 2005 | 2017 | 2028 | 2028 | 2051 |